# Aïcha Ben Abed
Aïcha Ben Abed (en árabe: عائشة بن عابد‎), cuyo nombre completo es Aïcha Ben Abed-Ben Khedher, es una historiadora y arqueóloga tunecina, directora de investigación en el Instituto Nacional del Patrimonio. Es una de las máximas autoridades mundiales en mosaicos del África romana.

## Formación
Ben Abed se graduó en la Universidad de Provenza en 1979 con un doctorado en arte y arqueología. Realizó su posdoctorado en la Universidad París-Sorbona.

## Carrera
Aïcha Ben Abed ocupó diversos cargos a lo largo de su carrera, entre ellos el de Directora del Museo Nacional del Bardo de 1986 a 1991. Director de Investigación del Instituto Nacional del Patrimonio, Es especialista en mosaicos de la Antigua Roma, sobre todo en Túnez, y fue la primera persona que estudió la conservación de los mosaicos enterrados de nuevo. Colabora con socios internacionales para garantizar el futuro y la seguridad de los importantes mosaicos tunecinos, al tiempo que reconoce las diferencias de recursos entre los museos occidentales y los mediterráneos.
Ha dedicado su carrera a fomentar el estudio de los mosaicos en Túnez y ha escrito numerosos artículos sobre su historia y conservación. Trabajó en los mosaicos de Thuburbo Majus, ciudad romana situada a sesenta kilómetros de Cartago. También trabajó en la creación del Museo de Chemtou, importante yacimiento de extracción de mármol en Túnez.
Trabajó como consultora en los mosaicos de Beryte, ruinas romanas situadas en Beirut, en Líbano. En Túnez, trabajó en los restos romanos de Pupput, centrándose en la organización de las casas y otros espacios domésticos Trabajó en el complejo termal romano de Jebel Oust, estudiando sus orígenes, así como los mosaicos construidos allí. También ha trabajado en la conservación del yacimiento romano de Jedidi.

## Vida privada
Aïcha Ben Abed estuvo casada con el activista tunecino Noureddine Ben Khedher, fallecido el 10 de febrero de 2005. Tuvieron tres hijos.

## Distinciones
- Comendador de la Ordre national du Mérite (Túnez, 2004).[15]

## Publicaciones
- Ben Abed, Aïcha; Alexander, Margaret A.; Besrour, Saïda; Dulière, Cécile; Ennaifer, Mongi (1976). Utique (les mosaïques sans localisation précise) et El Alia (en francés). Tunis: Institut national d'archéologie et d'art.[16]
- Ben Abed, Aïcha (1985). Thuburbo Majus, les mosaïques de la région des grands thermes (en francés). Tunis: Institut national d'archéologie et d'art..
- Ben Abed, Aïcha (1987). Carthage. A mosaic of ancient Tunisia (en inglés). New York: Muséum américain d'histoire naturelle.
- Ben Abed, Aïcha (1992). Le Musée du Bardo, une visite guidée (en francés). Tunis: Cérès.
- Abed, Aïcha Ben; Slim, Hédi; Soren, David (1994). Carthage, splendeur et décadence d'une civilisation (en francés). Paris: Éditions Albin Michel.
- Ben Abed, Aïcha; Alexander, Margaret A. (1994). Thuburbo Majus, région Est, mise à jour du catalogue de Thuburbo Majus et les environs (en francés). Tunis: Institut national du patrimoine.

- Ben Abed, Aïcha; Alexander, Margaret A. (1994). «Corpus des mosaïques de Tunisie». Thuburbo Majus, les mosaïques de la région Est : mise à jour du catalogue de Thuburbo Majus et les environs (en francés) II. Tunis: Institut national du patrimoine.

- Ben Abed, Aïcha; Duval, Noël (1998). Les mosaïques funéraires d'une église de Pupput (en francés). Paris: Centre national de la recherche scientifique.
- Ben Abed, Aïcha (1998). Mosaïques du Musée du Bardo (en francés). Tunis: Cérès.
- Ben Abed, Aïcha; Duval, Noël; Alexander, Margaret A. (1999). Karthago. Carthage, les mosaïques du Parc archéologique des thermes d'Antonin (en francés). Washington: Dumbarton Oaks.

- Ben Abed, Aïcha (1999). Corpus des mosaïques de Tunisie (en francés). IV, Karthago (Carthage). Tunis: Institut national du patrimoine.
- de Balanda, Elisabeth; Uribe Echeverría, Armando; Ben Abed (dir.), Aïcha (2002). Image de pierre, la Tunisie en mosaïque (en francés). Paris: Ars latina. ISBN 978-2-910260-10-1.
- Collectif (2012). La basilique sud (en francés) I. Rome: École française de Rome.
- Collectif (2012). Le groupe épiscopal (en francés) II. Rome: École française de Rome.
- Collectif (2012). Carthage, colline de l'Odéon; maisons de la rotonde et du cryptoportique (en francés). Rome: École française de Rome.